# Erik Cadée
Erik Cadée ('s-Hertogenbosch, 15 februari 1984) is een voormalig Nederlandse atleet, die zich had toegelegd op de werpnummers. Met name op discuswerpen heeft hij naam gemaakt, met als hoogtepunt een Europese juniorentitel in 2003. Hij nam eenmaal deel aan de Olympische Spelen, maar won bij die gelegenheid geen medailles.

## Biografie

### Internationale debuut
Cadée was er wat de atletiek betreft al vroeg bij. Want reeds als D-junior (leeftijdscategorie 12-13 jr.) stapte de Bosschenaar over van O.S.S.-VOLO in 's-Hertogenbosch naar Prins Hendrik in Vught. Hij meende daar, onder meer door de aanwezigheid van trainster Monique Kuenen, zelf een verdienstelijk werpster, betere faciliteiten aan te treffen om zijn werpaspiraties verder te ontwikkelen.
Vijf jaar later, in 2001, is Erik Cadée zover dat hij zijn internationale debuut kan maken: hij neemt deel aan de Europese Jeugd Olympische Dagen in Murcia, Spanje en wordt prompt tweede bij het discuswerpen, zijn favoriete onderdeel. "Kogelstoten blijf ik erbij doen zolang het goed gaat, maar ik vind discus veel leuker. Het geeft zo’n kick als die schijf blijft vliegen. Die draai is ook een mooie beweging." Het jaar erna is Cadée in Nederland bij de junioren de te kloppen man. Hij is bij het discuswerpen én het kogelstoten de beste bij de nationale jeugdkampioenschappen en met 50,55 m werpt hij zich met de discus al vroeg in het seizoen in de ploeg voor de wereldkampioenschappen voor junioren in Kingston, Jamaica. Daar lukt het hem echter niet om verder te komen dan de kwalificatie, al hoeft hij zich voor zijn 52,95 zeker niet te schamen.

### Europees kampioen junioren
De eerder opgedane ervaringen van Erik Cadée vormden voldoende ondergrond voor zijn volgende internationale optreden, de Europese kampioenschappen voor junioren van 2003 in het Finse Tampere. Daar manifesteerde de werper uit Vught zich zowel mentaal als qua sportieve prestaties als een stabiele en professionele atleet, die met een worp van 60,42 met overmacht (bijna 2 meter verder dan de concurrentie) het discusgoud naar zich toehaalde.
Het Olympische jaar 2004 was het jaar van de overstap van Erik Cadée naar de senioren. Hij deed dat met in totaal negen nationale jeugdtitels op zak. Sindsdien kwam er tot 2009 geen gouden plak meer bij. Dat zegt overigens niet zozeer iets over de ontwikkeling die de Brabander doormaakte, maar alles over die ene concurrent waar hij sinds 2004 in Nederland tegenop moest tornen, Rutger Smith. Deze gigant eiste op het gebied van de werpnummers vrijwel alle eer en publiciteit voor zich op. Meer dan enkele tweede plaatsen bij Nederlandse kampioenschappen zat er tot 2009 voor het opkomende talent Cadée niet in. Met zijn keurige vijfde plaats bij het discuswerpen met een worp van 59,45 tijdens de Europese kampioenschappen voor neo-senioren in Erfurt in 2005 toonde hij echter aan wel degelijk over potentieel te beschikken.

### Ontwikkeling
Toch mocht de voortdurend opwaartse prestatiecurve die de student Bewegingswetenschappen aan de VU in Amsterdam met de discus vertoont, er zijn: 56,59 in 2004, 60,27 in 2005, 61,51 in 2006 en 62,68 in 2007, met welke prestatie hij zich medio juli fier voor de wereldkampioenschappen in Osaka kwalificeerde. Daar kon hij die opwaartse lijn echter niet voortzetten. Erik Cadée kwam in de kwalificatieronde met zijn afstand van 59,98 niet verder.

### Goed begin 2009
In 2009 keerden op nationaal niveau de kansen voor Cadée. Hij startte het jaar uitstekend door tijdens de Nederlandse indoorkampioenschappen, die voor de eerste maal werden gehouden in de gloednieuwe indooratletiekaccommodatie van het Omnisportcentrum in Apeldoorn, bij het kogelstoten de gouden medaille te veroveren, zijn eerste titel bij de senioren. Hoewel hij deze keer niet de concurrentie had te duchten van de onbetwistbare nummer één op dit gebied in Nederland, Rutger Smith, die zich vanwege een blessure had afgemeld, was de prestatie die Erik Cadée in Apeldoorn neerzette, er één om in te lijsten: 18,99, een verbetering van zijn persoonlijke record met bijna anderhalve meter!
Vervolgens verliep het in de aanloop naar het baanseizoen voor wat betreft zijn aspiraties met de discus eveneens uitstekend. Eerst zwiepte hij op 15 maart tijdens de Europa Cup winterwerpen in Los Realejos op Tenerife de discus naar 61,89, zijn tweede worp ooit. Een week later kwam hij in het Zweedse Växjö, waar een van de weinige indooraccommodaties gevestigd is waar kan worden discusgeworpen, tot 60,37.
Een trainingsstage die hij in het voorjaar samen met Monique Jansen en Rutger Smith onder leiding van bondscoach Gert Damkat in San Diego liep, leverde Cadée vervolgens zijn gehoopte persoonlijke record op. Eerst verbeterde hij zich op 23 april tijdens een discuswedstrijd in Chula Vista met meer dan 1,5 meter: van 62,68 naar 64,42, waarmee hij bovendien voldeed aan de limiet van 62,60 voor de wereldkampioenschappen in Berlijn in augustus. Een week later was het in Chula Vista opnieuw raak en kwam hij zelfs tot 65,61. Hiermee is hij nog maar 2,5 meter verwijderd van het Nederlandse record van Erik de Bruin uit 1991. Ten slotte sloot hij half mei zijn Amerikaanse stageperiode af met een derde plaats bij wedstrijden in La Jolla. Opmerkelijk was dat hij hier een serie van vier worpen van 63,99 of verder scoorde met een beste afstand van 64,75. Het was de sterkste serie die de Brabander ooit in één wedstrijd had geproduceerd.

### Teleurstelling
Eenmaal terug in Nederland bleef Cadée aanvankelijk goed gooien. Eerst wierp hij eind mei in Vught tijdens de Harry Schulting Games voor eigen publiek 62,69, vervolgens 62,98 begin juni in Hulst, waarna hij medio juni op de Golden League ISTAF Meeting in Berlijn met 61,89 tot een achtste plaats kwam. Daarna moest hij echter de Nederlandse baankampioenschappen, waar hij anders vrijwel zeker kampioen was geworden, wegens een spierblessure laten schieten. Hij wilde geen risico lopen, maar bijtijds voldoende hersteld zijn om op de WK in Berlijn goed te kunnen presteren.
In Berlijn was Cadée inderdaad van zijn blessure af, maar dat hield niet in dat hij zijn vorm van eerder dat jaar terughad. Daartoe was, door die blessure, zijn voorbereiding voor de WK toch te gebrekkig geweest. Desondanks had hij gehoopt op een worp van in de 62 meter. Tijdens de kwalificatieronde bleek 62,29 voldoende voor een plaats in de finale. Die was de Noord-Brabander echter niet gegund. Na twee ongeldige pogingen en vervolgens een worp van 60,64 moest hij genoegen nemen met een achtste plaats in zijn kwalificatiepoule en een negentiende plaats in totaal. Hiermee kwam het toernooi voor een teleurgestelde Cadée vroegtijdig tot een einde.

### 2010 vergelijkbaar met 2009
In 2010 richtte Erik Cadée zich volledig op discuswerpen, reden waarom hij de nationale indoorkampioenschappen aan zich voorbij liet gaan en zijn het jaar ervoor behaalde kogelstoottitel niet verdedigde. Aangezien de trainingsstage in de Verenigde Staten hem in 2009 goed was bevallen, maakte hij in 2010 opnieuw gebruik van deze mogelijkheid en weer vergezelde Monique Jansen hem daarbij. In Chula Vista, de plek waar hij een jaar eerder zijn PR opkrikte, wierp Cadée zich op 22 april ditmaal met 62,47 al direct voorbij de limiet voor de Europese kampioenschappen in Barcelona. Hierna gingen alle remmen los en verbeterde hij zich enkele dagen later tijdens de Triton Invitational in La Jolla tot 66,20. Met deze prestatie werkte Erik Cadée zich op de Nederlandse ranglijst aller tijden op naar de derde plaats, achter Erik de Bruin (68,12) en Rutger Smith (67,63). Begin mei sloot de Noord-Brabander zijn Amerikaanse stage in Chula Vista af met 65,44, zijn derde beste worp ooit.
Terug in Nederland wierp Cadée, na een korte overgangsperiode, al gauw weer in de 64 meter en dit presteerde hij bij verschillende gelegenheden in binnen- en buitenland, onder andere bij de Gouden Spike in Leiden, waar hij tot 64,29 kwam. Hiermee sprokkelde hij belangrijke punten bijeen voor het SPAR Baancircuit, waartoe sinds jaar en dag de belangrijkste Nederlandse topwedstrijden behoren. Bij de Nederlandse kampioenschappen in Amsterdam veroverde hij met 63,18 vervolgens voor de eerste maal een nationale discustitel.
Niets leek in de weg te staan om goed voor de dag te komen op de EK in Barcelona, maar daar wachtte Cadée een bittere teleurstelling, de tweede in twee jaar. Nadat hij zich met een beste worp van 61,97 in zijn kwalificatiepoule met de hakken over de sloot in de finale had geworpen (de Pool Przemyslaw Czajkowski wierp exact even ver, maar de op een na beste worp van de Nederlander was net iets beter), bakte hij er in de finale helemaal niets van, wierp driemaal ongeldig en werd roemloos laatste.
Het seizoen 2010 eindigde desondanks toch nog positief. Op 12 september 2010 stelde Erik Cadée in de laatste wedstrijd van het seizoen, de Arena Games in Hilversum, tevens de zevende en laatste in het SPAR Baancircuit, de eindzege veilig en kon na afloop tot winnaar in 2010 van dit toernooi bij de mannen worden gekroond. Het leverde hem een premie op van 1000,- euro.

### Olympische Spelen 2012
Op de Olympische Spelen van 2012 in Londen plaatste hij zich bij het discuswerpen met 63,55 in de kwalificatieronde voor de finale. Daar werd hij tiende met een beste poging van 62,78. De wedstrijd werd gewonnen door de Duitser Robert Harting met 68,27 meter.

## Kampioenschappen

### Internationale kampioenschappen
| Onderdeel    | Titel                      | Jaar |
| ------------ | -------------------------- | ---- |
| discuswerpen | Europees kampioen junioren | 2003 |

### Nederlandse kampioenschappen
Outdoor
| Onderdeel    | Jaar                                     |
| ------------ | ---------------------------------------- |
| discuswerpen | 2010, 2012, 2013, 2014, 2016, 2017, 2018 |

Indoor
| onderdeel   | jaar |
| ----------- | ---- |
| kogelstoten | 2009 |

## Persoonlijke records
Outdoor
| Discipline   | Prestatie | Datum       | Plaats   |
| ------------ | --------- | ----------- | -------- |
| kogelstoten  | 17,70 m   | 12 mei 2009 | La Jolla |
| discuswerpen | 67,30 m   | 12 mei 2012 | Hoorn    |

Indoor
| Discipline  | Prestatie | Datum            | Plaats    |
| ----------- | --------- | ---------------- | --------- |
| kogelstoten | 18,99 m   | 15 februari 2009 | Apeldoorn |

## Prestatieontwikkeling
| Jaar | Discus (meter) |
| ---- | -------------- |
| 2002 | 53,03          |
| 2003 | 54,05          |
| 2004 | 54,59          |
| 2005 | 60,27          |
| 2006 | 61,36          |
| 2007 | 62,68          |
| 2008 | 61,75          |
| 2009 | 65,61          |
| 2010 | 66,20          |
| 2011 | 66,95          |
| 2012 | 67,30          |
| 2013 | 65,92          |
| 2014 | 65,24          |
| 2015 | 64,57          |
| 2016 | 64,24          |

## Palmares

### discuswerpen
Kampioenschappen
- 2001:  EYOD - 58,42 m
- 2003:  EJK - 60,42 m
- 2005:  NK - 60,27 m
- 2005:  Europacup B - 59,20 m
- 2006:  NK - 61,20 m
- 2007:  NK - 59,85 m
- 2007: 23e WK - 59,98 m
- 2008:  NK - 59,87 m
- 2009: 8e in kwal. WK - 60,64 m
- 2010:  Ter Specke Bokaal in Lisse - 61,54 m
- 2010:  Flynth Recordwedstrijden in Hoorn - 62,02 m
- 2010: 6e FBK Games - 62,03 m
- 2010:  Gouden Spike - 64,29 m
- 2010:  EK Landenteams in Boedapest - 61,75 m
- 2010:  MONDO Keien meeting in Uden - 59,88 m
- 2010:  NK - 63,18 m
- 2010: NM EK (in kwal. 61,97 m)
- 2011:  Europese Cup Winterwerpen - 62,15 m
- 2011:  Meeting International Mohammed VI d'Athlétisme de Rabat - 64,06 m
- 2011:  Gouden Spike - 62,01 m
- 2011:  NK - 63,06 m
- 2012:  Europese Cup Winterwerpen - 64,09 m
- 2012:  Flynth Recordwedstrijden - 67,30 m
- 2012:  Gouden Spike - 61,51 m
- 2012:  NK - 63,14 m
- 2012:  FBK Games - 65,49 m
- 2012: 11e EK - 60,58 m (in kwal. 65,09 m)
- 2012: 10e OS - 62,78 m (kwal. 63,55)
- 2013:  Europese Cup Winterwerpen - 63,38 m
- 2013:  NK - 65,61 m
- 2013: 7e in kwal. WK - 62,14 m
- 2013:  Flame Games te Amsterdam - 65,19 m
- 2014: 11e FBK Games - 61,33 m
- 2014:  NK - 62,72 m
- 2014: 13e in kwal. EK - 62,18 m
- 2015:  Gouden Spike - 64,57 m
- 2015:  NK - 58,22 m
- 2016:  Ter Specke Bokaal - 62,95 m
- 2016:  Gouden Spike - 60,24 m
- 2016:  NK - 61,47 m
- 2016: 17e in kwal. EK - 61,93 m
- 2017:  NK - 58,19 m
- 2018:  NK - 59,38 m

Diamond League-resultaten
- 2010: 7e Golden Gala - 64,27 m
- 2011: 7e Bislett Games - 61,84 m
- 2014: 8e Qatar Athletic Super Grand Prix - 61,11 m
- 2014: 9e Adidas Grand Prix - 61,25 m
- 2014: 4e Athletissima - 64,61 m
- 2015: 8e Shanghai Golden Grand Prix - 61,25 m
- 2015:  Bislett Games - 62,32 m

### kogelstoten
- 2005:  NK indoor - 17,45 m
- 2009:  NK indoor - 18,99 m
- 2017:  NK indoor - 18,82 m
- 2018:  NK indoor - 18,31 m
- 2018:  Ter Specke Bokaal - 16,99 m
- 2018:  NK - 18,32 m
- 2019:  NK indoor - 17,58 m